# Marcel Dagnan
Marcel Dagnan, francoski general, * 1885, † 1978.